# Carex paludivagans
Carex paludivagans là một loài thực vật có hoa trong họ Cói. Loài này được W.H.Drury mô tả khoa học đầu tiên năm 1956.